# Escuela veneciana (música)
Para el movimiento pictórico, véase Escuela veneciana.
La Escuela Veneciana en música es un término usado para describir los compositores (así como su obra) que trabajaron en Venecia en el período comprendido entre 1550 y 1610 aproximadamente. Las composiciones policorales venecianas de fines del siglo XVI fueron eventos famosos en su época y de gran influencia en la práctica musical de otros países. Conjuntamente con el desarrollo de la monodia y la ópera en Florencia, las innovaciones de la escuela veneciana marcan la transición de la música renacentista al barroco musical.

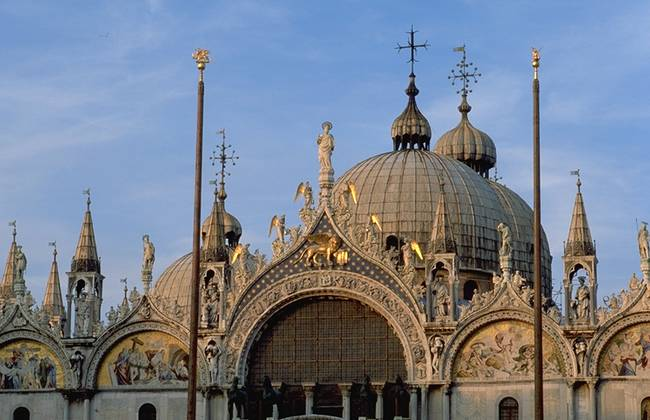
San Marcos al atardecer.

## Factores de desarrollo
Diferentes factores vinieron a impulsar el desarrollo de la Escuela Veneciana. El primero fue el político, ya que después de la muerte del papa León X en 1521, seguido por el Saco de Roma en 1527, la larga tradición de Roma como centro musical europeo se fue eclipsando; muchos músicos abandonaron la ciudad y otros eligieron lugares como Venecia, que en esos momentos tenían un , mejor ambiente, más propicio a la creatividad.
Por otro lado, las peculiares características de la Basílica de San Marcos en Venecia, con una arquitectura espaciosa y con dos órganos ubicados en lados opuestos, obligaban a los compositores a sacar ventaja de este hecho. Así se desarrolló un gran estilo antifónico, en donde distintos grupos corales e instrumentales ejecutaban sus partes a veces en oposición, a veces en conjunto, unidos por el sonido del órgano. El primer compositor en hacer famoso este efecto fue Adrian Willaert, quien fue nombrado Maestro de Capilla de San Marcos en 1527, y permaneció en ese puesto hasta su muerte en 1562. Gioseffo Zarlino, uno de los más influyentes críticos de música de la época, llamó a Willaert "el nuevo Pitágoras", y la influencia de Willaert fue profunda, no sólo como compositor sino como maestro, ya que la mayoría de los compositores de la escuela estudiaron con él.
El otro factor que promovió este rico período de creatividad musical fue la imprenta. A principios del siglo XVI, la ciudad de Venecia, próspera y estable, se convirtió en un importante centro de edición de música; los compositores vinieron desde toda Europa `para beneficiarse de la nueva tecnología, que entonces sólo tenía unas décadas de desarrollo. Compositores del norte de Europa, especialmente Flandes y Francia, renombrados como los más famosos de Europa, viajaron en su mayoría a Venecia. El ambiente musical de la ciudad perduró hasta bien entrado el siglo XVII.

## Historia
En la década de 1560, dos grupos distintos desarrollaron la Escuela Veneciana: un grupo progresista, liderado por Baldassare Donato, y un grupo conservador, guiado por Zarlino, que era entonces el Maestro de Capilla. Las fricciones entre ambos bandos tuvieron su eclosión en 1569, con un dramático duelo público entre Donato y Zarlino durante la fiesta de San Marcos. Los miembros del grupo conservador tendían a seguir el estilo polifónico de la Escuela Neerlandesa (Franco-Flamenca), incluyendo compositores como Cipriano de Rore, Zarlino y Claudio Merulo, posteriormente también Andrea y Giovanni Gabrieli.
Se compara, a veces, la escuela musical veneciana con la pintura veneciana, en que ambas hacen uso profuso del color, aplicado el término, en el caso de la música, para denotar el dramatismo y el contraste. Otro punto de confrontación entre los dos grupos fue si correspondía o no que los "extranjeros" pudieran asumir el cargo máximo de Maestro de Capilla en San Marcos. Aparentemente el grupo que pretendía favorecer a los talentos locales prevaleció en esta contienda, ya que en 1603 el cargo lo obtuvo Giovanni Croce, sucedido por Giulio Cesare Martinengo en 1609 y Claudio Monteverdi en 1613, que impulsaría, sobre todo, a la escuela hasta alcanzar la cima operística italiana, durante más de un siglo, junto a Florencia.
La cumbre de la Escuela Veneciana fue alrededor de 1580, cuando Andrea y Giovanni Gabrieli compusieron enormes obras para múltiples coros, grupos de metales e instrumentos de cuerda y órgano. Estas obras son las primeras en incluir indicaciones dinámicas, y también son de las primeras en incluir instrucciones para la instrumentación. 
El trabajo de los organistas de la Escuela, en particular de Claudio Merulo y Girolamo Diruta, comenzó a definir un estilo instrumental y técnico que posteriormente se trasladó al norte de Europa, culminando en los trabajos de Sweelinck, Buxtehude y hasta J.S. Bach.
El término Escuela Veneciana también se usa para distinguirla de la muy diferente aunque contemporánea Escuela Romana. Otros importantes centros de actividad musical en Italia en la época incluyeron a Florencia, la cuna de la ópera, Ferrara, Nápoles, Padua, Mantua y Milán.

## Compositores
Entre los principales miembros de la Escuela Veneciana se encuentran:
- Adrian Willaert (aprox.1490-1562)
- Jacques Buus (aprox.1500-1565)
- Andrea Gabrieli (aprox.1510-1586)
- Nicola Vicentino (1511-aprox.1576)
- Cipriano de Rore (aprox.1515-1565)
- Gioseffo Zarlino (1517-1590)
- Baldassare Donato (1525-1603)
- Annibale Padovano (1527-1575)
- Costanzo Porta (aprox.1529-1601)
- Claudio Merulo (1533-1604)
- Gioseffo Guami (aprox.1540-1611)
- Vincenzo Bellavere (?-1587)
- Girolamo Diruta (aprox.1554-después de 1610)
- Girolamo Dalla Casa (?-1601)
- Giovanni Gabrieli (aprox.1555-1612)
- Giovanni Croce (aprox.1557-1609)
- Giovanni Bassano (aprox.1558-1617)
- Giulio Cesare Martinengo (aprox.1561-1613)
- Claudio Monteverdi (1567–1643)
- Nicola Vicentino (1515–1572)